# Naim Noor Khan
Pour les articles homonymes, voir Noor.
Naim Noor Khan (en ourdou : محمد نعيم نور خان) est un ingénieur pakistanais. Il a été soupçonné par les Américains d'être un terroriste islamiste lié à Al-Qaida. Il a été arrêté en juillet 2004, à Lahore, au Pakistan avant d'être libéré en août 2007 pour manque de preuves. 

## Biographie
Naim Noor Khan est né 1979 à Karachi.
Le 13 juillet 2004, il est arrêté au Pakistan en compagnie de Khalfan Gailani, recherché depuis les attentats de 1998 en Afrique. Il est soupçonné par les Américains d'être un membre d'Al-Qaida spécialisé en technologies de l'information, proche d'Abou Faraj al-Libbi, responsable des opérations extérieures depuis avril 2004 et arrêté au Pakistan le 2 mai 2005.
Sur les disques durs de leurs ordinateurs, il est allégué la découverte deux plans d'attaque :
- l'un contre les sièges du FMI et de la Banque mondiale à Washington  ;
- l'autre contre le métro de Londres, dont la précision des repérages effectués et des informations recueillies, avait conduit les services antiterroristes britanniques à mener une grande vague d'arrestations dans les milieux islamistes pakistanais du « Londonistan ».

Le 21 août 2007, il est libéré par les autorités pakistanaises pour « manque de preuves ».